# Avenida Jornalista Alberto Francisco Torres
Avenida Jornalista Alberto Francisco Torres , conhecida também como Avenida Alberto Francisco Torres, é uma das principais vias urbanas do bairro de Icaraí na cidade de Niterói. A avenida estende-se por toda a orla da praia de Icaraí, a mais conhecida da cidade e uma das mais movimentadas.
A via é predominantemente residencial, tendo inúmeros prédios de alto valor comercial, sendo um dos metros quadrados mais caro da cidade. A avenida tem grande importância, para fluxo de veículos para os outros bairros na zona sul de Niteroi, como São Francisco e Cháritas.

## Cultura
A avenida costuma receber eventos públicos, como, por exemplo, o tradicional show de fogos de artifício no ano-novo. Além de eventos de cunho políticos e religiosos, como passeatas e marchas.